# 山北バスストップ
山北バスストップ（やまきたバスストップ）は、神奈川県足柄上郡山北町の東名高速道路本線上にあるバス停留所である。東名山北（とうめいやまきた）とも言う。
JR東名ハイウェイバスの急行便と小田急ハイウェイバスの特急便が全便停車する。

## 歴史
- 1969年6月10日 : 開設
- 1991年3月28日 : 新上り線開通に伴い上り停留所を現在地に移設。旧上り線（現下り線右ルート）の停留所を廃止

## 停車する路線
- JR東名ハイウェイバス 急行便　（東京駅 - 東名御殿場 - 東名静岡 - 静岡駅）
- 小田急ハイウェイバス （バスタ新宿 - 東名御殿場 - 御殿場駅 - 箱根桃源台）
- 羽田空港 - 横浜駅 - 御殿場駅 - 箱根桃源台　（小田急ハイウェイバス、京浜急行バス共同運行)

## 隣接のバス停等

### 至近のIC・BS等
- 小山BS - 鮎沢PA - 山北BS - 松田BS

### 停車するBS
- 小山BS - 山北BS- 松田BS

## 乗り換え
- 富士急モビリティ 高松山入口バス停
  - 一般路線「松62」・「谷58」・「松66」・「松75」[1]
  - 山北町町内循環バス (PDF) 「山北南部循環」線
- JR御殿場線 東山北駅

## 距離
- 東京駅から81.5 km
- 新宿駅から77.9 km

座標: 北緯35度21分52秒 東経139度6分7秒 / 北緯35.36444度 東経139.10194度